# Adri van Tiggelen
Adrianus Andreas van Tiggelen, dit Adri van Tiggelen, est un footballeur néerlandais né le 16 juin 1957 à Oud-Beijerland.

## Carrière
- 1978-1983 : Sparta Rotterdam  Pays-Bas
- 1983-1986 : FC Groningue  Pays-Bas
- 1986-1991 : RSC Anderlecht  Belgique
- 1991-1994 : PSV Eindhoven  Pays-Bas
- 1994-1995 : FC Dordrecht  Pays-Bas

## Palmarès
- Vainqueur de l'Euro 1988
- 56 sélections et 0 but avec l'équipe des Pays-Bas entre 1983 et 1992.